# Université de l'Ontario français
L'Université de l'Ontario français (UOF) est une université exclusivement francophone située à Toronto (Ontario). Elle a accueilli sa première cohorte étudiante en septembre 2021. Elle offre six programmes, dont un baccalauréat en éducation ouvert en janvier 2023.

## Implantation
Le 14 décembre 2017, le gouvernement libéral de la première ministre ontarienne, Kathleen Wynne adopte le projet de loi 177 sur la création de la toute première université entièrement de langue française dans la province de l'Ontario. Le but de l'université est d'offrir un enseignement supérieur exclusivement en français pour les 600 000 à 700 000 Franco-Ontariens. Cette institution s'ajoute aux neuf établissements bilingues qui proposent des programmes universitaires en français dans la province outre deux collèges publics de langue française.
À la suite de l'élection du gouvernement conservateur de Doug Ford en 2018, le premier ministre ontarien soutient le projet de l'Université de l'Ontario français par voie de communiqué le 23 juillet 2018. Quatre mois plus tard, le 15 novembre 2018, Doug Ford annonce l'annulation du projet de l'Université de l'Ontario français. Le 22 janvier 2020, les gouvernements de l'Ontario et du Canada, au niveau fédéral, signent une entente de financement de 128 millions de dollars canadiens qui assure la création de l'université.
L'Université, qui prévoyait accueillir environ 150 étudiantes et étudiants en automne 2021, a dû se tourner vers l'international, n'accueillant que quatre étudiants issus du réseau secondaire franco-ontarien en 2022, — alors que l'Université d'Ottawa en accueillait 1039. L'année 2023 a toutefois vu une nette augmentation des effectifs grâce à l'ouverture d'un programme de baccalauréat en éducation où se sont inscrits 86 étudiants déjà munis d'un baccalauréat. L'objectif initial d'accueillir 1 500 étudiants à temps plein en 2026 a toutefois dû être revu à la baisse.

## Campus

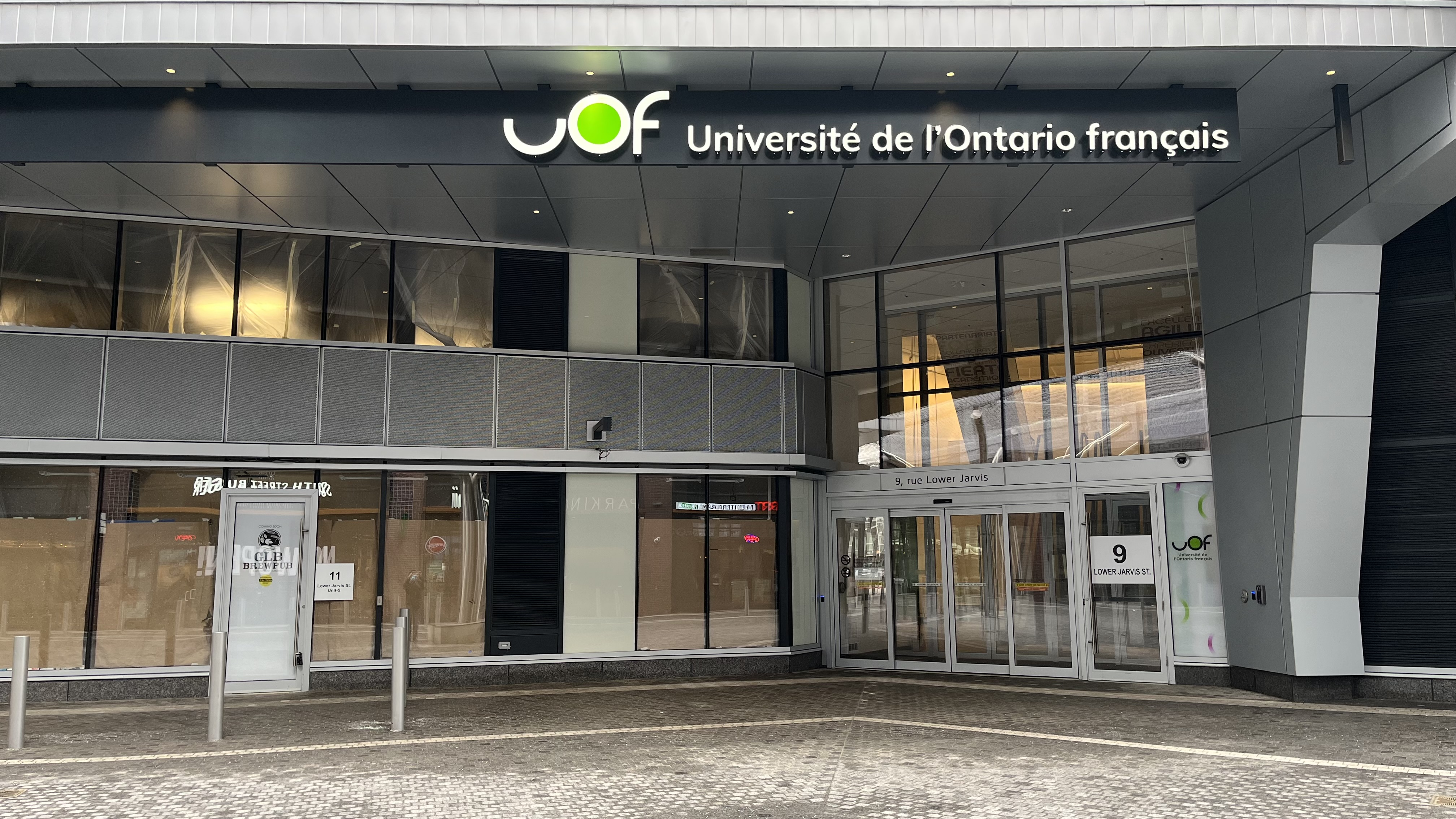
Entrée du campus au 9 rue Lower Jarvis.

L'UOF est située dans le centre-ville de Toronto, 9 rue Lower Jarvis, près de la rive du Lac Ontario, au 2e étage d'une tour résidentielle dont elle loue 4 654 m2 ,,.

## Programmes et bibliothèque

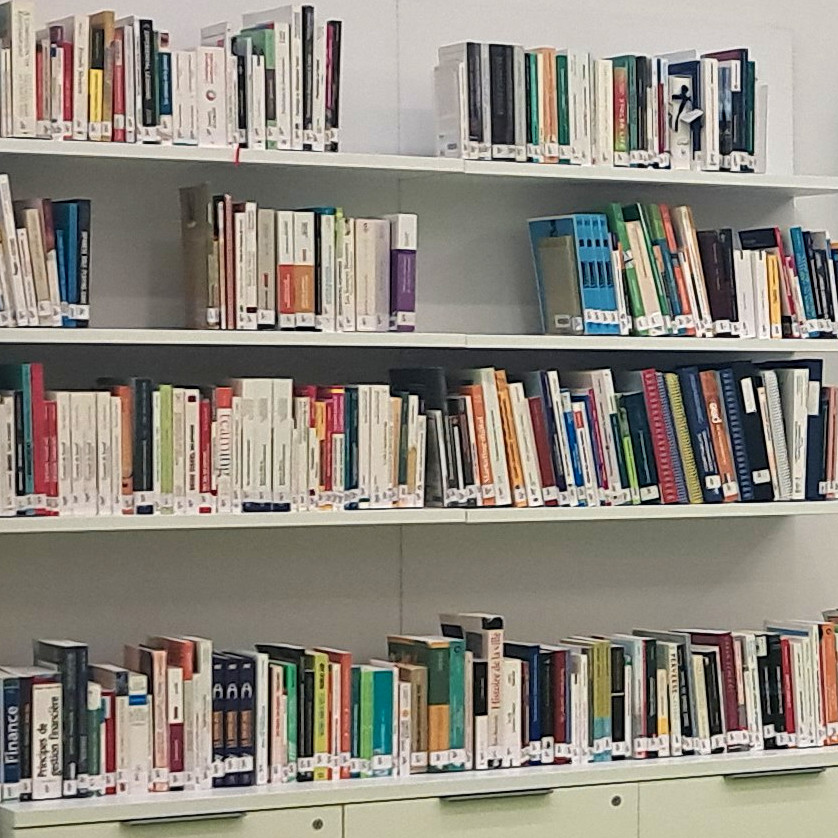
Ressources physiques dans la bibliothèque

L'UOF offre un baccalauréat en éducation ainsi que six programmes de baccalauréat transdisciplinaire regroupés autour d'un tronc commun : 
- administration des affaires (ouvert en septembre 2024 [17]);
- études de la pluralité humaine;
- études de l’économie et de l'innovation sociale;
- études des environnements urbains;
- études des cultures numériques[18];
- santé mentale (ouvert en septembre 2025[19]).

En novembre 2023, l'UOF inaugure un Observatoire en immigration francophone au Canada, dont la mission est de « favoriser l’accueil et l’intégration des immigrants francophones. »
Au début, l'UOF n'avait pas de bibliothèque physique, mais favorisait plutôt des ressources virtuelles pour sa bibliothèque universitaire,. Depuis 2023, une petite quantité de ressources physiques sont disponibles.
Les cours étant dispensés en français, les candidats doivent avoir un minimum de 3 ans d’études dans une école secondaire où le français est la langue principale d’enseignement ou avoir réussi un test démontrant la capacité d’étudier en français.

## Administration
L'UOF est dirigée par un Bureau des gouverneurs et un Sénat. Le Bureau des gouverneurs est chargé de la gouvernance et des affaires administratives; il est constitué de 13 membres externes et de 9 membres issus de l'intérieur. Le Sénat a la responsabilité des politiques éducatives ainsi que des critères d'admission et de diplomation. Depuis mai 2024, le poste de recteur est occupé par Normand Labrie, succédant à Pierre Ouellette (juillet 2021-mai 2024), historien canadien et ancien recteur de l'Université de Hearst,, succédant à André Roy (2020-2021),, qui succédait lui-même à Normand Labrie (juillet 2018-juin 2019),,.

## RevueEnjeux et société
L'Université de l'Ontario français a une revue savante intitulée « Enjeux et société : Approches transdisciplinaires » qui est hébergée en libre accès sur la plateforme Érudit. Cette revue interdisciplinaire se concentre sur les cultures numériques, l'économie mondialisée, les environnements urbains et la pluralité humaine.

## Viabilité financière «en suspens»
Compte tenu du faible nombre d'étudiants inscrits et dans le contexte de la crise en cours à l'Université Laurentienne, la viabilité financière à long terme de cet établissement est mise en doute dans un rapport soumis au gouvernement ontarien par un groupe d'experts à l'automne 2023. Rappelant que « La nécessité d’un tel établissement n’avait pas fait l’unanimité » lors de sa création en 2017, ce rapport envisage diverses options. La première serait de fédérer l'UOF et l'Université de Hearst avec l'Université d'Ottawa laquelle offre 365 programmes en français de premier cycle et de niveau maîtrise et doctorat, et compte quelque 14 700 étudiants francophones. Une deuxième option serait d'associer l’UOF et l’Université de Hearst au Collège Boréal et au Collège La Cité. Une troisième option serait de créer un consortium chapeauté par l'université d'Ottawa afin de favoriser la collaboration entre tous les établissements d’enseignement postsecondaire francophone et bilingue.